# كاترين هايز بيلي
كاترين هايز بيلي (بالإنجليزية: Catherine Hayes Bailey)‏ هي عالمة وراثة أمريكية، ولدت في 9 مايو 1921، وتوفيت في 29 مارس 2014 في فيرمونت في الولايات المتحدة.